# Castanopsis chunii
Castanopsis chunii är en bokväxtart som beskrevs av Wan Chun Cheng. Castanopsis chunii ingår i släktet Castanopsis och familjen bokväxter. Inga underarter finns listade.